# Neohesperidindihydrochalkon

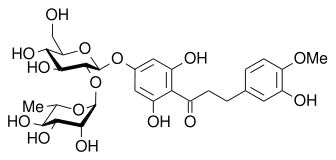
Strukturformel

Neohesperidindihydrochalkon, ofta förkortat NHDC eller Neohesperidin DC, är ett energifritt sötningsmedel som är 3 000 gånger sötare än socker (En annan källa  uppger den relativa sötningseffekten till 300 - 2000). Sötman upplevs först några sekunder efter att smakreceptorerna stimulerats. Eftersom ämnet ger en mentol-lakritsliknande eftersmak, används det vanligen inte som enda sötningsmedel.
NHDC framställs ur en glukosid som förekommer i vanliga citrusfrukter. Dess E-nummer är E 959.